# Listă de cuvinte derivate de la nume de persoane
Aceasta este o listă de cuvinte derivate de la nume de persoane: personalități istorice, oameni de știință, personaje mitologice, personaje literare etc.
| Cuvânt       | Numit după |
| ------------ | --- |
| adidași      | Adolphe (Adi) Dassler (1900-1959), un întreprinzător german                                                      |
| algoritm     | al-Horezmi (c.780-c.850), matematician arab                                                                      |
| amper        | André-Marie Ampère (1775-1836), fizician și matematician francez                                                 |
| barem        | François Barrème (1640-1703), matematician francez                                                               |
| boicot       | Charles Boycott (1832-1897), proprietar irlandez                                                                 |
| chirilic     | Chiril de Salonic (826-869), călugăr și misionar de origine grec                                                 |
| dalie        | Anders Dahl (1751-1789), botanist suedez                                                                         |
| derbi        | Edward Stanley, al 12-lea conte de Derby (1752-1834)                                                             |
| doberman     | germanul Friedrich Ludwig Dobermann (1834-1894)                                                                  |
| drezină      | Karl Friedrich Drais, baron von Sauerbronn (1785-1851), inginer german                                           |
| fermiu       | Enrico Fermi (1901-1954), fizician american de origine italiană                                                  |
| ghilotină    | Joseph Ignace Guillotin (1738-1814), medic francez                                                               |
| hertz        | Heinrich Rudolph Hertz (1857-1894), fizician german                                                              |
| iulie        | Gaius Iulius Caesar (100-44 î. Hr.)                                                                              |
| jacuzzi      | Roy Jacuzzi și Candido Jacuzzi (1903-1986), inventatori americani                                                |
| joben        | Jobin, pălărier francez stabilit în București la mijlocul sec. 19                                                |
| lavalieră    | Louise Françoise de la Vallière (1644-1710), amanta regelui Ludovic al XIV-lea al Franței                        |
| macadam      | John Loudon McAdam (1756-1836), inginer scoțian                                                                  |
| machiavelic  | Niccolò Machiavelli (1469-1527), om politic, scriitor și istoric italian                                         |
| magnolie     | Pierre Magnol (1638-17175), botanist francez                                                                     |
| mansardă     | François Mansart (1598-1666), arhitect francez                                                                   |
| marghiloman  | Mihail Marghiloman, prefect al poliției din București între 1861-1863                                            |
| masochism    | Leopold von Sacher-Masoch (1836-1895), romancier austriac                                                        |
| mausoleu     | Mausol (377-353 î. Hr.), rege din Caria în Grecia antică                                                         |
| napoleon     | Napoleon I Bonaparte (1769-1821) și Napoleon al III-lea (1808-1873)                                              |
| nicotină     | Jean Nicot (c.1530-1600), ambasador francez în Portugalia                                                        |
| odisee       | Odiseu, personaj mitologic                                                                                       |
| ohm          | Georg Simon Ohm (1787-1854), fizician german                                                                     |
| panică       | Pan, zeu din mitologia greacă                                                                                    |
| pasteurizare | Louis Pasteur (1822-1895), chimist francez                                                                       |
| patefon      | frații Émile Pathé (1860-1937) și Charles Pathé (1863-1957), ingineri francezi                                   |
| pubelă       | Eugène René Poubelle (1831-1907), prefect al Parisului                                                           |
| recamier     | Jeanne Françoise Julie Adélaïde Bernard, Madame de Récamier (1777-1849), proprietara unui salon celebru la Paris |
| renglotă     | regina Claude a Franței (1499-1524)                                                                              |
| sadism       | Marchizul de Sade, (1740–1814), scriitor francez                                                                 |
| sandvici     | John Montagu, al 4-lea conte Sandwich (1718-1792), diplomat englez                                               |
| savarină     | Anthelme Brillat-Savarin (1755-1826), magistrat, gastronom și scriitor francez                                   |
| saxofon      | Antoine Josephe "Adolphe" Sax (1814-1894), creator de instrumente muzicale belgian                               |
| siluetă      | Etienne de Silhouette (1709-1767), ministru francez de finanțe                                                   |
| șrapnel      | Henry Shrapnel (1761-1842), ofițer de artilerie englez                                                           |
| suzafon      | John Philip Sousa (1854-1932), compozitor și muzico american de origine portugheză                               |
| tontină      | Lorenzo Tonti (1635-1690), bancher napolitan                                                                     |
| vermorel     | Victor Vermorel (1853-1927), inventator francez                                                                  |
| vernier      | Pierre Vernier (1580-1637), matematician francez                                                                 |
| vespasiană   | Titus Flavius Vespasianus (9-79), împărat roman                                                                  |
| volt         | Alessandro Volta (1745-1827), fizician italian                                                                   |
| watt         | James Watt (1736-1819), matematician englez                                                                      |
| zepelin      | contele german Ferdinand von Zeppelin (1838-1917)                                                                |